# زينوقراط من أفروديسياس
زينوقراط (باليونانية:Ξενοκράτης; عاش في القرن الأول للميلاد) هو طبيبٌ يونانيٌ من مدينة أفروديسياس في قيليقيا. من المفترض أنه كان قد عاش في أواسط القرن الأول للميلاد، و ذلك بما أنه كان معاصراً لأندروماخوس الصغير. قال جالينوس بأن زينوقراط كان يسبقه بجيلين. كتب زينوقراط بعض الأعمال في الصيدلانيات. أخذ عليه جالينوس  استخدامه علاجاتٍ مثيرةٍ للاشمئزاز، على سبيل المثال، استخدم الأدمغة البشرية، إضافة إلى اللحم، و الكبد، و البول، و البراز. حمل أحد أعماله عنوان (أشياء مفيدة من الكائنات الحية). نقل عنه جالينوس في عدة مواضع، كما نقل عنه أيضاً كلٌ من إكليمندس الإسكندري و أرطميدورس الإفسي و بلينيوس الأكبر و أوريباسيوس  و الإسكندر الترالي. إلى جانب بعضٍ مما بقي من مقتطفاتٍ لكتاباته، ثمة ملخص لعملٍ حول المخلوقات البحرية مازال موجوداً أيضاً، حيث قام أوريباسيوس بحفظه.